# Fritz Wagner
Fritz Wagner was een Zwitsers voetballer die speelde als aanvaller.

## Carrière
Wagner speelde van 1932 tot 1936 voor FC La Chaux-de-Fonds, daarna drie seizoen voor Grasshopper waarmee hij twee bekers en twee landstitels behaalde. In 1937 en 1939 de landstitel en in 1937 en 1938 de beker. Hij speelde nog één seizoen voor FC La Chaux-de-Fonds.
Hij speelde negen interlands voor Zwitserland waarin hij twee keer kon scoren. Hij nam met de Zwitserse ploeg deel aan het WK voetbal 1938.

## Erelijst
- Grasshopper
  - Landskampioen: 1937, 1939
  - Zwitserse voetbalbeker: 1937, 1938